# Autonome Kirgizische Prefectuur Kizilsu

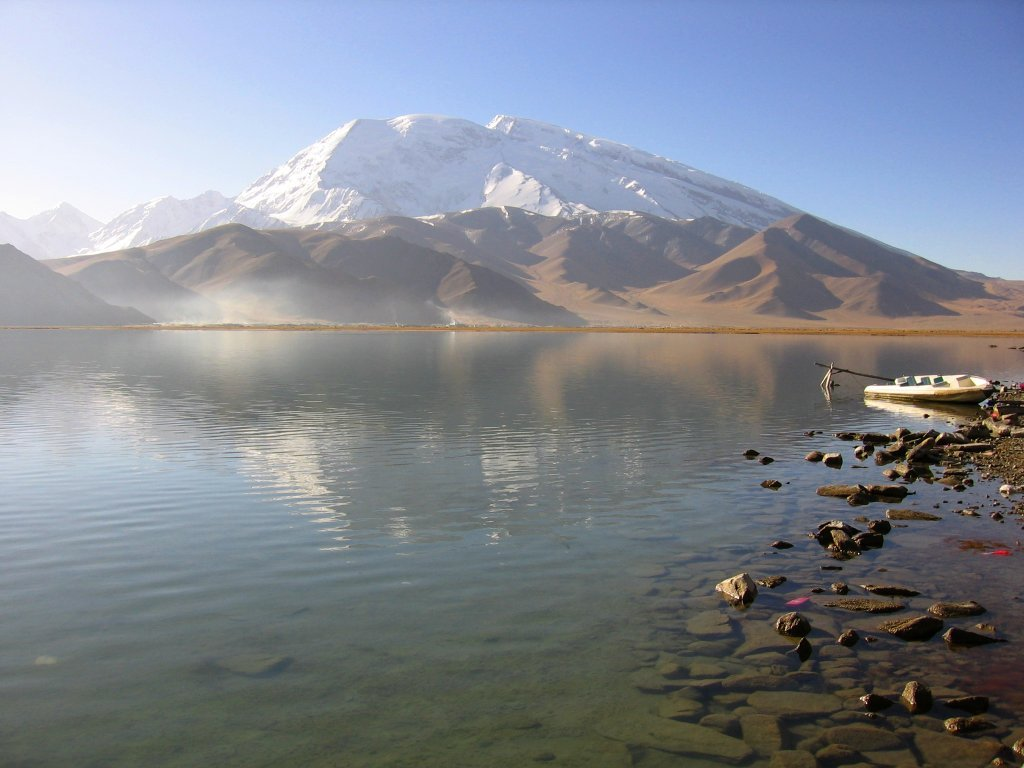
Muztagh Ata in Kizilsu

De Autonome Kirgizische Prefectuur Kizilsu is een autonome prefectuur voor Kirgiezen in het westen van de provincie Xinjiang, China. De prefectuur is voornamelijk bergachtig. Kizilsu, de Kirgizische naam voor de Kaxgar, betekent Rode rivier, 
De hoofdstad is Artux, dicht bij de stad Kaxgar gelegen.

## Bestuurlijke indeling
De prefectuur bestaat uit drie arrondissementen en een stadsarrondissement.
| Arrondissement            | Arrondissement | Bestuurlijk centrum | Bestuurlijk centrum |
| Naam                      | Chinees        | Naam                | Chinees             |
| ------------------------- | -------------- | ------------------- | ------------------- |
| Stadsarrondissement Artux | 阿图什市       |                     |                     |
| Arrondissement Akto       | 阿克陶县       | Akto                | 阿克陶镇            |
| Arrondissement Akqi       | 阿合奇县       | Akqi                | 阿合奇镇            |
| Arrondissement Ulugqat    | 乌恰县         | Ulugqat             | 乌恰镇              |

## Demografie
De bevolking van de prefectuur wordt gerekend onder de volgende etnische groepen:
| Nationaliteit | Aantal  | Percentage |
| ------------- | ------- | ---------- |
| Oeigoeren     | 281.306 | 63,98%     |
| Kirgiezen     | 124.533 | 28,32%     |
| Han-Chinezen  | 28.197  | 6,41%      |
| Tadzjieken    | 4.662   | 1,06%      |
| Hui           | 432     | 0,1%       |
| Overige       | 558     | 0,13%      |